# Persecuția creștinilor

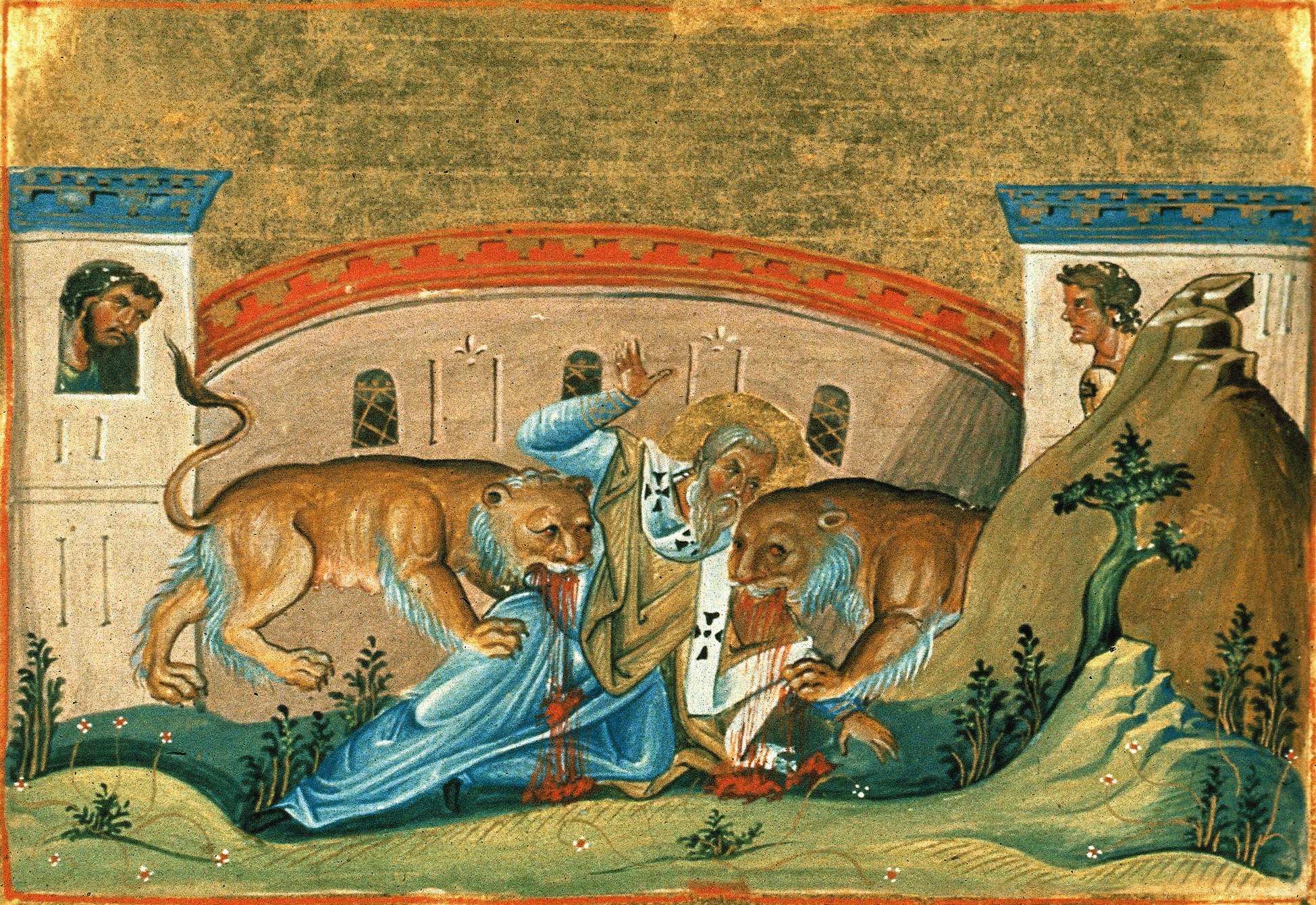
Martiriul episcopului Ignațiu de Antiohia, Menologul lui Vasile al II-lea

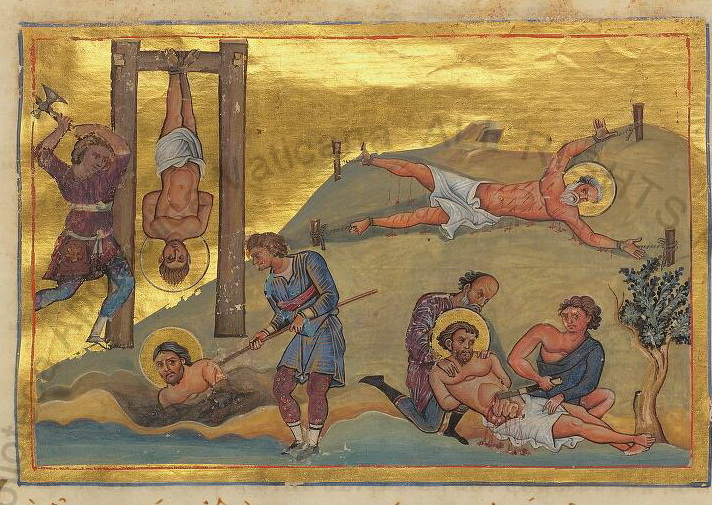
Sfinții din Nicomedia, Menologul lui Vasile al II-lea

Persecuția creștinilor este o noțiune care acoperă o diversitate de evenimente, comportamente și acțiuni  disparate în epoci și locuri ce au în comun  diferite tipuri de abuzuri făcute împotriva comunității creștine cu « premeditare și perseverență ».

## Antichitate
Persecuția creștinilor este un fenomen ce s-a perpetuat încă de la apariția creștinismului și până în prezent. Primii creștini au fost persecutați atât de comunitățile evreiești din care au apărut, cât și de Imperiul Roman, care controla cea mai parte a teritoriului de răspândire a creștinismului timpuriu. Acest lucru a continuat din secolul I și până la începutul secolului al IV-lea, când religia creștină a fost legalizată prin Edictul de la Milano, devenind mai apoi religie de stat în Imperiul Roman.
Persecuțiile antice au fost mult exagerate de către apologeții creștini. A se vedea de exemplu cartea The Myth of Persecution de Candida Moss. Teza lui Moss este că ideea tradițională a „epocii martirilor”, în care creștinii ar fi suferit persecuții din partea autorităților romane și ar fi trăit cu frica de a fi aruncați la lei, este în mare parte imaginară. După opinia autoarei nu au existat niciodată persecuții viguroase țintite de autoritățile Imperiului Roman asupra creștinilor. Persecutarea oficială a creștinilor de către împărat a durat cel mult doisprezece ani ai primilor trei sute de ani ai istoriei Bisericii. Cele mai multe povestiri despre martiri individuali sunt, potrivit Candidei Moss, „pure scorneli” și chiar cele mai vechi și mai corecte din punct de vedere istoric povestiri despre martiri și suferințele lor au fost corupte și rescrise de către editori ulteriori, astfel încât este imposibil să mai știm cu certitudine ceva despre ceea ce martirii au gândit, făcut sau spus.
Pentru păgâni problema nu era pe cine adorau creștinii, ci faptul că foștii păgâni nu mai respectau zeii păgâni. Evreilor le era permis acest lucru, dar nu și creștinilor, care nu erau considerați o religie pe motivul că toate religiile sunt străvechi. Când se întâmpla un dezastru natural, o molimă sau o înfrângere militară vina cădea pe faptul că creștinii nesocotesc zeii păgâni, ceea ce atrăgea furia maselor. A nu participa la adorarea zeilor imperiului și a împăratului era considerat un act de trădare. Dar a fi creștin nu era o infracțiune (pentru cea mai mare parte a acelor secole). Primul împărat roman care i-a persecutat pe creștini a fost Nero (54-68 e.n), el dând foc Romei în anul 64 e.n. și învinovățindu-i pe câțiva creștini pentru acel incendiu. Unii cercetători moderni au pus la îndoială corectitudinea relatării, deoarece această persecuție este menționată prima oară spre sfârșitul secolului IV d.Hr., ceea ce trezește suspiciuni că ar fi fictivă.
Pliniu cel Tânăr s-a adresat împăratului pentru că nu știa ce să facă cu creștinii. Creștinii încălcau interdicția de a se întruni (întrunirile de orice fel erau interzise în toată provincia de teama răzmerițelor). Pliniu a ajuns la concluzia că cei care oferă jertfe zeilor nu pot fi considerați creștini.
În primele două secole d.Hr. creștinismul era o sectă minusculă, de aceea ea nu a făcut mari griji împăraților. Biserica nu era angajată într-o luptă pentru existență în primele ei secole, înainte ca Imperiul Roman s-o adopte drept religie națională. Persecuțiile contra creștinilor erau sporadice și doar evenimente locale. De fapt, cea mai mare parte a timpului cei care guvernau se opuneau violențelor maselor contra creștinilor. De exemplu, masele erau supărate pe faptul că Pliniu era prea tolerant și moderat în combaterea creștinilor.
Faptul că creștinii se întâlneau pe întuneric, înainte de ivirea zorilor, sărutându-se tradițional pe gură și numindu-se „frate” și „soră” a dat naștere zvonului fals că creștinii se țin de orgii incestuoase. Faptul că ei „mâncau carnea și beau sângele Fiului” (lui Isus, v. Trupul și Sângele Mântuitorului) a dat naștere zvonului că creștinii sunt canibali de copii.
„în 185 de proconsulul Asiei, Arrius Antoninus, s-a apropiat un grup de creștini care au cerut să fie executați. Proconsulul le-a îndeplinit dorința unora dintre ei și i-a trimis la plimbare pe restul, spunând că dacă vor să moară au la dispoziție suficientă frânghie și sunt suficiente stânci de pe care se pot arunca.”—Droge și Tabor, A Noble Death: Suicide and Martyrdom Among Christians and Jews in Antiquity

## Epoca modernă
Atât misionarii creștini, cât și neofiții pe care aceștia i-au convertit la creștinism, au fost ținte ale persecuțiilor, de multe ori până într-acolo încât au devenit martiri ai credinței. Există și o istorie a suferințelor fiecărei confesiuni creștine în parte, din cauza altor creștini sub acuzația de erezie, mai ales în secolul al XVI-lea în timpul Reformei Protestante.

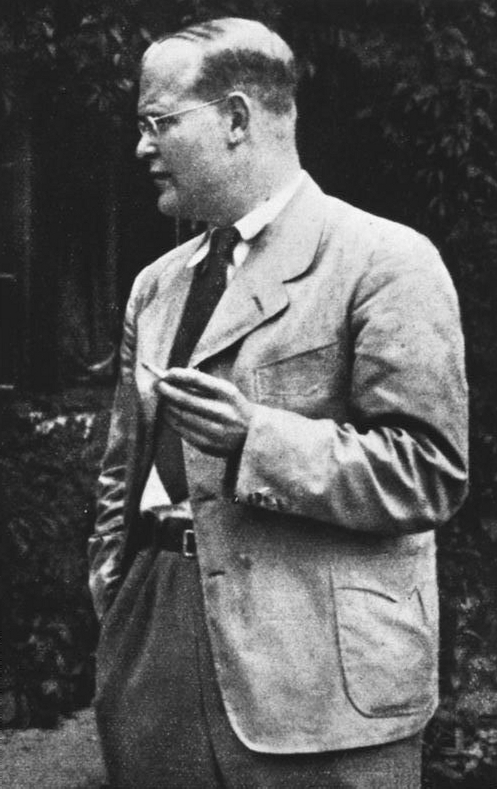
Dietrich Bonhoeffer

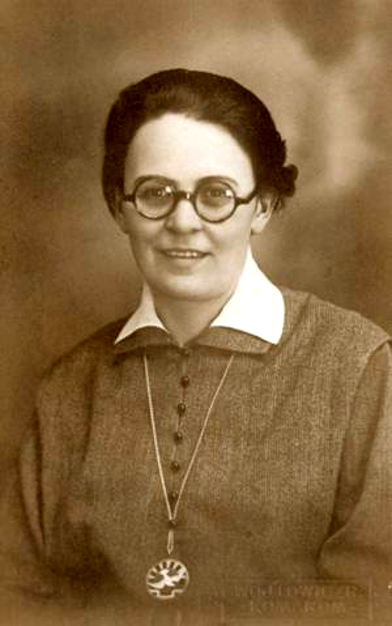
Sára Salkaházi

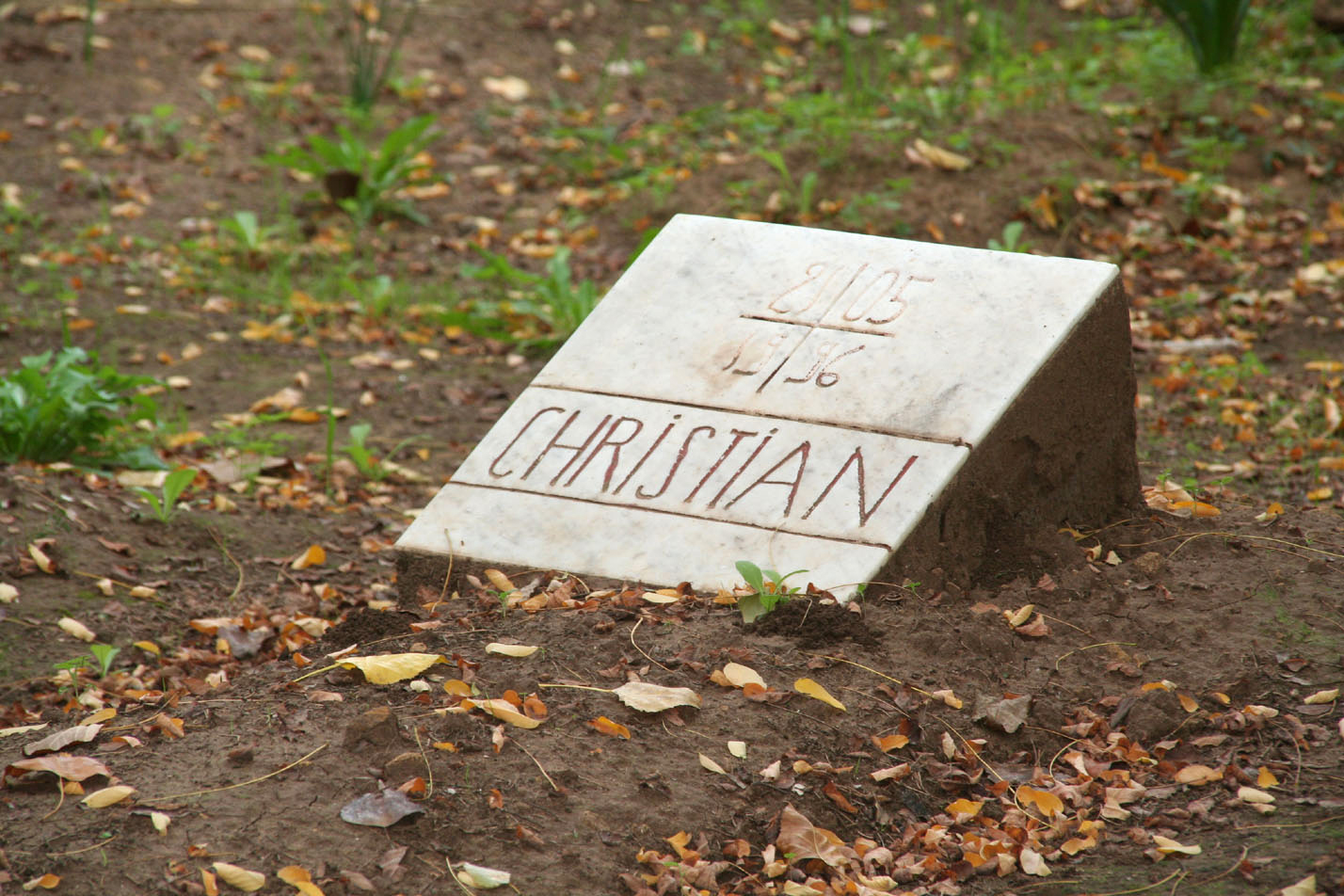
Mormântul lui Christian de Chergé

De-a lungul istoriei creștinii ce au murit pentru credința lor sunt  în număr de șaptezeci de milioane, dintre care patruzeci și cinci de milioane doar în secolul al XX-lea.
În secolul al XX-lea creștinii au fost persecutați de state atee cum ar fi Germania Nazistă, URSS și Coreea de Nord. În anul 2012 organizația misionară creștină engleză Open Door estima că aproximativ de 100 milioane de creștini înfruntă persecuția în special în țările predominant musulmane cum ar fi Iran sau Arabia Saudită. Creștinii din Pakistan sub supuși unui genocid de către talibani. Creștinii înfruntă de asemenea persecuția și în state atee precum Coreea de Nord unde nu există libertate religioasă. Un studiu recent, citat de Vatican, arată că 75 din 100 de persoane ucise din cauza urii religioase sunt creștini.
În Federația Rusă Martorii lui Iehova sunt persecutați începând cu 2017 fără o motivație clară.